# Innio Jenbacher
Innio Jenbacher GmbH & Co OG (Innio) er en østrigsk producent af gasmotorer og kraftvarmeværker, der er baseret i Jenbach, Tyrol. Virksomheden blev etableret som Jenbacher Werken i 1959 og producerede den gang dieselmotorer og lokomotiver.
I Jenbach har de ca. 2.000 ansatte mens de på verdensplan har ca. 2.200 ansatte. I 2018 solgte General Electric virksomheden til Advent International.